# Panama (Nebraska)
Panama és una població dels Estats Units a l'estat de Nebraska. Segons el cens del 2000 tenia 253 habitants.

## Demografia
Segons el cens del 2000, Panama tenia 253 habitants, 97 habitatges, i 77 famílies. La densitat de població era de 361,8 habitants per km².
Dels 97 habitatges en un 42,3% hi vivien nens de menys de 18 anys, en un 71,1% hi vivien parelles casades, en un 5,2% dones solteres, i en un 20,6% no eren unitats familiars. En el 16,5% dels habitatges hi vivien persones soles el 8,2% de les quals corresponia a persones de 65 anys o més que vivien soles. El nombre mitjà de persones vivint en cada habitatge era de 2,61 i el nombre mitjà de persones que vivien en cada família era de 2,96.
Per edats la població es repartia de la següent manera: un 30,4% tenia menys de 18 anys, un 4,7% entre 18 i 24, un 30% entre 25 i 44, un 22,1% de 45 a 60 i un 12,6% 65 anys o més.
L'edat mediana era de 37 anys. Per cada 100 dones de 18 o més anys hi havia 87,2 homes.
La renda mediana per habitatge era de 47.841 $ i la renda mediana per família de 50.625 $. Els homes tenien una renda mediana de 36.563 $ mentre que les dones 18.750 $. La renda per capita de la població era de 17.596 $. Cap de les famílies i l'1,4% de la població estaven per davall del llindar de pobresa.

## Poblacions més properes
El següent diagrama mostra les poblacions més properes.